# Modelskib
Modelskibe er – i modsætning til skibsmodeller – oftest sejlende modeller. Skibsmodellernes formål er at give rederiet eller ejeren en ide om skibets udseende og dermed er skibsmodellerne ikke altid udført med stor detaljerigdom. Målet med modelskibe er, at de skal ligne de rigtige skibe mest muligt, og dermed skal alle detaljer være med og korrekt udførte. Det ultimative mål er, at modelskibe selvfølgelig kan sejle, og at de kan udføre de samme opgaver, som de rigtige skibe (fungerende kraner, ankerspil, lys i lanterner m.m.).
Modelskibe kan bygges af alle med tålmodighed, men store og komplekse modelskibe kræver erfaring. Det er ikke usædvanligt, at en modelbygger bruger fra 100 timer og op til flere tusinde timer på at lave et modelskib.
Størrelsen på modelskibe ligger på typisk ca. 50 cm til 125 cm i længden. Længden er normalt begrænset af, at modelbyggeren skal kunne håndtere sit modelskib og kunne søsætte det. Men der er modelbyggere, der har skibe, der er meget længere.